# میرکوه سفلی
میرکوه سفلی یا میرکوه حاجی، روستایی از توابع بخش مرکزی شهرستان سرآب در استان آذربایجان شرقی ایران است.

## جمعیت
این روستا در دهستان رازلیق قرار دارد و براساس سرشماری مرکز آمار ایران در سال ۱۳۹۵، جمعیت آن ۱۰۰ نفر (۳۴ خانوار) بوده است. روستای میرکی در فاصله ۱۰ کیلومتری از شهر سرآب واقع و دارای قدمتی تاریخی می‌باشد.

## نگارخانه

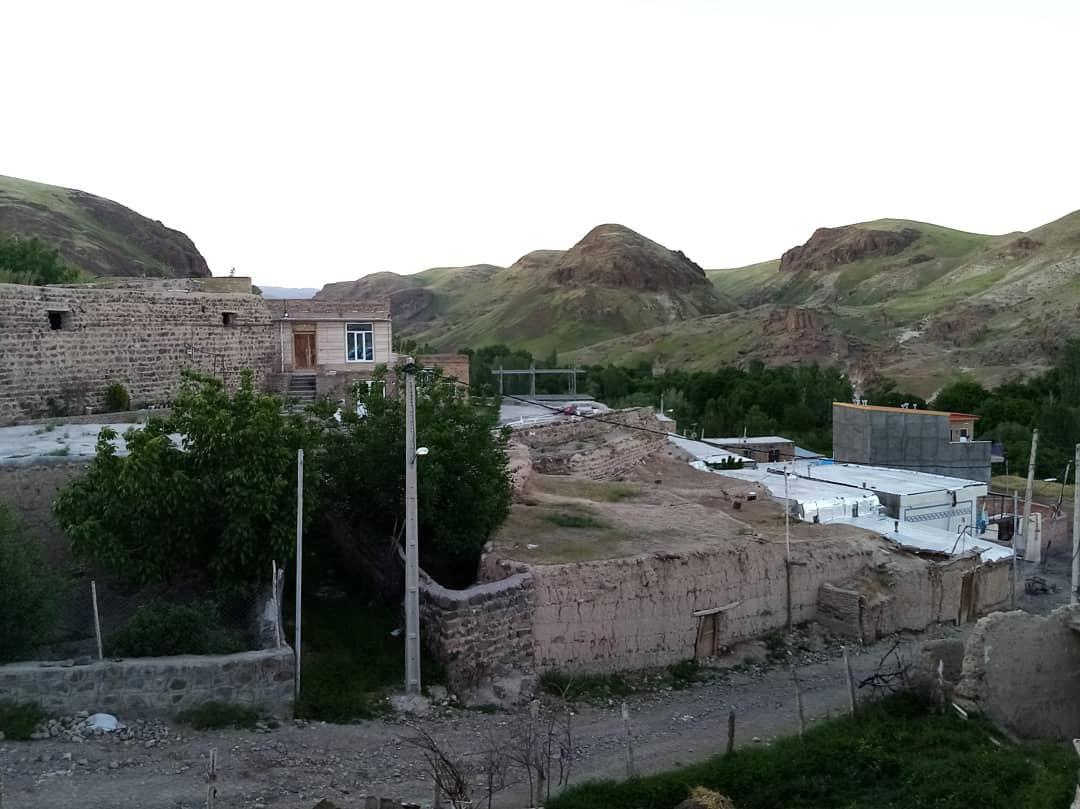
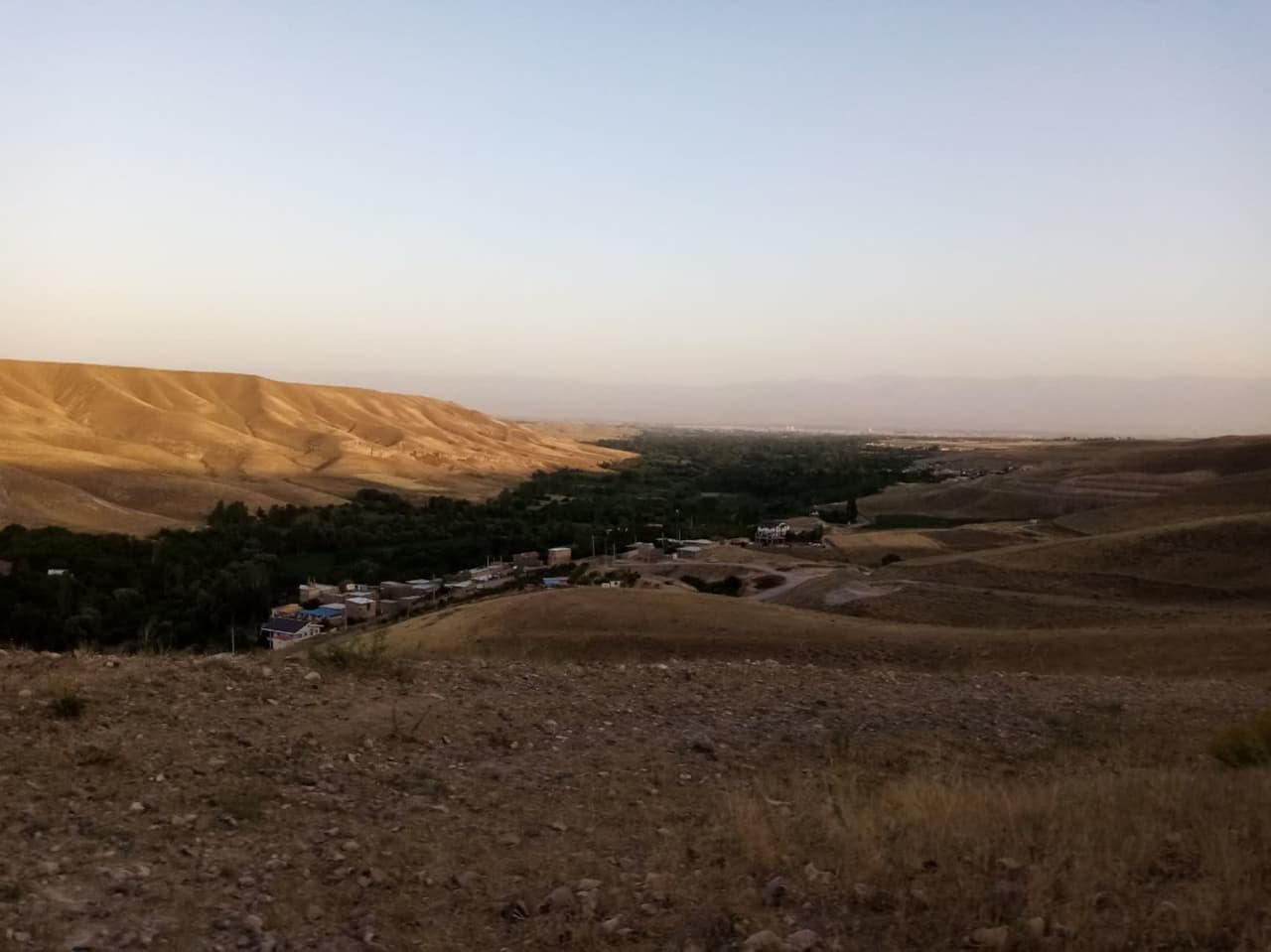